# Morton S. Wilkinson
Morton S. Wilkinson (Skaneateles, 1819. január 22. – Mankato, 1894. február 4.) az Amerikai Egyesült Államok szenátora (Minnesota, 1859–1865).